# Piet de Groot
Piet de Groot (Schiedam, 26 juni 1940 – 11 januari 1985) was een Nederlands voetballer die als rechter verdediger speelde.

## Biografie
De Groot begon bij Hermes DVS waar hij op zijn zestiende debuteerde en speelde vervolgens een seizoen bij GVAV en vier seizoenen bij Sparta. In 1967 speelde hij, nadat hij zijn contract bij Sparta afgekocht had, in de Verenigde Staten voor Pittsburgh Phantoms. In Nederland speelde hij nog bij Fortuna Vlaardingen en hij bouwde af in een lager team van Hermes DVS. De Groot speelde voor Nederlandse vertegenwoordigende jeugdselecties en kwam tweemaal uit voor het Nederlands amateurelftal.
Piet de Groot overleed op 44-jarige leeftijd na een ziekbed van enkele maanden.